# 8045 Kamiyama
8045 Kamiyama eller 1995 AW är en asteroid i huvudbältet som upptäcktes den 6 januari 1995 av den japanska astronomen Takao Kobayashi vid Ōizumi-observatoriet. Den är uppkallad efter amatörastronomen Haruki Kamiyama.
Asteroiden har en diameter på ungefär 11 kilometer och den tillhör asteroidgruppen Eunomia.